# Zikanapis megalopta
Zikanapis megalopta är en biart som beskrevs av Jesus Santiago Moure 1948. Zikanapis megalopta ingår i släktet Zikanapis och familjen korttungebin. Inga underarter finns listade i Catalogue of Life.